# Armas de destrucción masiva en Chile
Las armas de destrucción masiva son capaces de eliminar a un gran número de personas de manera indiscriminada y causar grandes daños económicos y medioambientales. Chile tuvo un arsenal químico durante la Dictadura militar, imperante entre 1973 y 1990, del cual ya no quedan rastros tras una limpieza que eliminó el material en 2008 por orden de entidades gubernamentales.

## Armas químicas
El régimen de Augusto Pinochet obtuvo durante mediados de los años 1970 una serie de ampollas con toxinas botulínicas en dos cajas, por medio del Instituto Butantan, ubicado en São Paulo. Estas, de ser usadas como armamento bélico, eran potencialmente capaces de erradicar una cifra cercana a un millón y medio de personas.[cita requerida] Las toxinas fueron guardadas con intención de usarlas en contra de Argentina, Perú o Bolivia, en el caso de que los regímenes militares imperantes en esos países amenazaran o realizaran alguna incursión bélica en contra de Chile.[cita requerida] Así mismo, según reportes, las toxinas se habrían utilizado en varios de los crímenes de lesa humanidad cometidos durante la época.
Se desconocía su existencia hasta que el Instituto de Salud Pública descubrió las cajas en el sótano de su sede cerca del Estadio Nacional en 2008, mandando a hacer una completa eliminación del material mediante incineración, cumpliendo con las regulaciones internacionales que prohíben la tenencia de esta clase de arma biológica. No fue sino en 2013 cuando el hecho saldría a la luz pública mediante declaraciones polémicas de la dirección durante la administración anterior, causando gran revuelo dentro y fuera del país.